# County Championship 2015
Die County Championship 2015 war die 116. Saison des nationalen First-Class-Cricket-Wettbewerbes in England und Wales. Sie wurde in zwei Divisionen ausgetragen, Division 1 und Division 2. Division 1 wurde durch Yorkshire gewonnen, die somit ihre 33. County Meisterschaft erreichten. Absteiger aus der Division 1 waren Sussex und Worcestershire, die in der nachfolgenden Saison 2016 durch die beiden bestplatzierten der Division 2, Surrey und Lancashire, ersetzt wurden.

## Format
Die 18 First Class Counties wurden nach den Resultaten der Saison 2014 in zwei Divisionen aufgeteilt. In jeder Division spielt jede Mannschaft gegen jede andere jeweils ein Heim- und ein Auswärtsspiel. Für einen Sieg erhält ein Team zunächst 16 Punkte, für ein Unentschieden (beide Mannschaften erzielen die gleiche Anzahl an Runs) 8 Punkte. Sollte kein Ergebnis erreicht werden und das Spiel in einem Remis enden bekommen beide Mannschaften 5 Punkte. Zusätzlich besteht die Möglichkeit in den ersten 110 Over des ersten Innings Bonuspunkte zu sammeln. Dabei werden bis zu 5 Punkte für erzielte Runs und bis zu 3 Punkte für erzielte Wickets ausgegeben. Des Weiteren ist es möglich das Mannschaften Punkte abgezogen bekommen, wenn sie beispielsweise zu langsam spielen oder der Platz nicht ordnungsgemäß hergerichtet ist. Am Ende der Saison ist der Sieger der Division 1 County Champion, die beiden letztplatzierten dieser Division steigen ab und die beiden bestplatzierten der Division 2 auf.

## Resultate

### Tabelle

#### Division 1
Die Tabelle der Division 1 nahm am Ende die nachfolgende Gestalt an. Punktabzug erfolgte auf Grund zu langsamer Spielweise.
| Team            | Sp. | S  | N  | R | Bat | Bwl | Ded | Punkte |
| --------------- | --- | -- | -- | - | --- | --- | --- | ------ |
| Yorkshire       | 16  | 11 | 1  | 4 | 45  | 45  | 0   | 286    |
| Middlesex       | 16  | 7  | 2  | 7 | 29  | 43  | 1   | 218    |
| Nottinghamshire | 16  | 6  | 5  | 5 | 45  | 45  | 0   | 211    |
| Durham          | 16  | 7  | 8  | 1 | 26  | 45  | 0   | 188    |
| Warwickshire    | 16  | 5  | 5  | 6 | 31  | 45  | 0   | 186    |
| Somerset        | 16  | 4  | 6  | 6 | 46  | 43  | 0   | 183    |
| Hampshire       | 16  | 4  | 6  | 6 | 31  | 38  | 0   | 163    |
| Sussex          | 16  | 4  | 8  | 4 | 36  | 41  | 0   | 161    |
| Worcestershire  | 16  | 3  | 10 | 3 | 44  | 44  | 0   | 151    |

Sieg: 16 Punkte; Remis: 5 Punkte

#### Division 2
Die Tabelle der Division 2 hatte die folgende Gestalt. Leicestershire bekam die Punktabzüge auf Grund von häufigem zeigen von Unzufriedenheit gegenüber Schiedsrichterentscheidungen, alle anderen Punktabzüge erfolgten auf Grund zu langsamer Spielweise.
| Team             | Sp. | S | N | R  | Bat | Bwl | Ded | Punkte |
| ---------------- | --- | - | - | -- | --- | --- | --- | ------ |
| Surrey           | 16  | 8 | 1 | 7  | 56  | 45  | 0   | 264    |
| Lancashire       | 16  | 7 | 1 | 8  | 58  | 44  | 0   | 254    |
| Essex            | 16  | 6 | 5 | 5  | 37  | 42  | 0   | 200    |
| Glamorgan        | 16  | 4 | 4 | 8  | 42  | 37  | 0   | 183    |
| Northamptonshire | 16  | 3 | 3 | 10 | 38  | 46  | 2   | 180    |
| Gloucestershire  | 16  | 5 | 5 | 6  | 31  | 36  | 0   | 177    |
| Kent             | 16  | 4 | 7 | 5  | 28  | 44  | 0   | 161    |
| Derbyshire       | 16  | 3 | 7 | 6  | 34  | 42  | 1   | 153    |
| Leicestershire   | 16  | 2 | 9 | 5  | 36  | 41  | 16  | 118    |

Sieg: 16 Punkte; Remis: 5 Punkte

## Statistiken
Während der Saison wurden folgende Cricketstatistiken erzielt:
| First Class        | First Class | First Class | First Class | First Class | First Class | First Class | First Class | First Class |
| Batting            | Batting     | Batting     | Batting     | Batting     | Batting     | Batting     | Batting     | Batting     |
| Spieler            | Mannschaft  | Spiele      | Innings     | Runs        | Average     | HS          | 100s        | 50s         |
| ------------------ | ----------- | ----------- | ----------- | ----------- | ----------- | ----------- | ----------- | ----------- |
| Ashwell Prince     | Lancashire  | 16          | 23          | 1478        | 67,18       | 261         | 5           | 5           |
| James Hildreth     | Somerset    | 16          | 27          | 1390        | 53,46       | 220*        | 3           | 8           |
| Scott Borthwick    | Durham      | 16          | 32          | 1286        | 42,86       | 103         | 1           | 11          |
| Marcus Trescothick | Somerset    | 16          | 29          | 1284        | 45,85       | 210*        | 3           | 8           |
| Luke Wright        | Sussex      | 16          | 28          | 1210        | 46,53       | 226*        | 2           | 8           |
| Bowling            |             |             |             |             |             |             |             |             |
| Spieler            | Mannschaft  | Spiele      | Overs       | Wickets     | Average     | BBI         | 5W          | 10W         |
| Chris Rushworth    | Durham      | 16          | 585.4       | 83          | 20,61       | 5/39        | 7           | 0           |
| Tom Curran         | Surrey      | 16          | 544.4       | 76          | 23,07       | 7/20        | 7           | 0           |
| Mark Footitt       | Derbyshire  | 16          | 537.4       | 76          | 23,63       | 7/71        | 4           | 1           |
| Steve Magoffin     | Sussex      | 16          | 582         | 69          | 24,05       | 6/50        | 4           | 1           |
| James Harris       | Middlesex   | 16          | 460.2       | 69          | 25,73       | 9/34        | 3           | 1           |